# Nambatingue Toko
Nambatingue Tokomon Dieudonné (ur. 21 sierpnia 1952 roku w Ndżamenie) – piłkarz czadyjski, występował w lidze francuskiej. Karierę zakończył w 1986 roku. Grał na pozycji napastnika.

## Kariera
Piłkarz przez całą karierę występował tylko w lidze francuskiej. W Ligue 1 zadebiutował 18 stycznia 1976 roku w przegranym przez OGC Nice 1-4 spotkaniu z AS Monaco. Jego łączny dorobek w tej lidze to 274 spotkania, w których zdobył 61 bramek. Ponadto Nabatingue Toko grał również w seniorskiej reprezentacji Czadu.

## Sukcesy
- OGC Nice
  - Wicemistrzostwo Francji - 1975/1976
  - Finalista Pucharu Francji - 1977/1978
- RC Strasbourg
  - Mistrzostwo Francji - 1978/1979
- Paris Saint-Germain
  - Zwycięzca Pucharu Francji - 1981/1982 oraz 1982/1983
  - Finalista Pucharu Francji - 1984/1985